# 토즈 (의류 기업)
토즈(Tod's)는 이탈리아의 명품 신발 및 가방 제조 브랜드이다.
현재 회장인 디에고 델라 벨라, 안드레아 델라 벨라가 축구에 관심이 많은 것으로 알려져 있는데 그리하여 이탈리아의 리그 세리에 A 소속인 ACF 피오렌티나의 구단주이다.

## 같이 보기
- LVMH
- 다이애나 백